# Craugastor olanchano
Craugastor olanchano är en groddjursart som först beskrevs av James R. McCranie och Wilson 1999.  Craugastor olanchano ingår i släktet Craugastor och familjen Craugastoridae. IUCN kategoriserar arten globalt som akut hotad. Inga underarter finns listade i Catalogue of Life.